# Passagen Verlag
Der Passagen Verlag ist ein in Wien ansässiger Verlag, den Peter Engelmann im Jahr 1985 unter der Firmierung Passagen Edition gründete und der seit 1987 den jetzigen Namen trägt. Der Schwerpunkt des Verlags liegt auf Gegenwartsphilosophie, besonders auf Übersetzungen aus dem französischsprachigen Raum. Unabhängig vom Passagen Verlag besteht der in Leipzig ansässige Passage-Verlag.

## Programm
Das ursprüngliche Ziel des Verlegers Peter Engelmann war es, die Übersetzung der Werke des französischen Philosophen Jacques Derrida in die deutsche Sprache zu betreiben und deren Verbreitung im deutschsprachigen Raum zu fördern. Rund um den Autor Derrida und die ursprünglichen Schwerpunkte Dekonstruktion, Postmoderne und Psychoanalyse entwickelte sich ein zunehmend größer werdendes Programm, das Kunst, Literatur und Essay umfasst und philosophische, sozialwissenschaftliche und gesellschaftspolitische Diskurse behandelt. 
Hélène Cixous, Alain Badiou, Roland Benedikter, Maria Bussmann, Judith Butler, Walter Dostal, Emil Brix, Eric Voegelin, Hellmut Flashar, Mihaly Vajda, Peter Weibel, George Soros, Martha Nussbaum, Jean Nouvel, Jean-Luc Nancy, Jacques Rancière, Bruno Kreisky, Franz Vranitzky, Paul Virilio, Kristóf Nyiri, Jean-François Lyotard, Gianni Vattimo, Jean Baudrillard, Paul Feyerabend, Peter Eisenman, Jacques Lacan, Ernesto Laclau, Chantal Mouffe, Sarah Kofman, Slavoj Žižek, Stefan Lindl, Emmanuel Levinas, Clifford Geertz, Dennis Cooper, Franzobel, Vintilă Ivănceanu, Josef Schweikhardt, Roberto Simanowski, Ginka Steinwachs, Stefan Heyer, Félix Guattari, Moshe Zuckermann, Souleymane Bachir Diagne, Françoise Vergès u. a. In der einzigen Werkausgabe des Passagen Verlages erscheinen seit 1992 die Werke von Hermann Levin Goldschmidt, die der in Toronto lehrende Literaturwissenschaftler und Philosoph Willi Goetschel herausgibt. Die Zeitschriften Weimarer Beiträge und texte. psychoanalyse. ästhetik. kulturkritik erscheinen ebenfalls im Passagen Verlag.
Der französische Botschafter Stéphane Gompertz ernannte den Verleger Peter Engelmann 2013 im Namen des französischen Präsidenten zum Ritter der französischen Ehrenlegion. Der französische Verdienstorden Légion d’Honneur würdigt herausragende Leistungen in den Bereichen Politik, Wirtschaft, Wissenschaft und Kultur und ist die höchste Auszeichnung Frankreichs. Im Jahr 2017 feierte der Verlag sein 30-jähriges Bestehen.

## Auszeichnungen
- Im Jahr 2010 erhielt der Passagen Verlag im Rahmen des Kreisky-Preises 2009 den Sonderpreis des Sozialdemokratischen Wirtschaftsverbandes Österreich für verlegerische Leistungen.
- Ehrenkreuz für Wissenschaft und Kunst 2012 an Verleger Peter Engelmann
- Verdienstorden Légion d’Honneur 2013 an Verleger Peter Engelmann